# Chris Farstad
Christian Douglas „Chris“ Farstad (* 10. Juni 1969 in Prince George, British Columbia) ist ein ehemaliger kanadischer Bobfahrer, der an den Olympischen Winterspielen 1992 in Albertville und den Olympischen Winterspielen 1994 in Lillehammer teilnahm.

## Karriere

### Olympische Winterspiele
Chris Farstad gehörte im Jahr 1992 in Albertville bei den Olympischen Winterspielen 1992 zum kanadischen Aufgebot im Zweier- und Viererbob. Den olympischen Wettkampf im Zweierbob absolvierte er zusammen mit Dennis Marineau am 15. und 16. Februar 1992 auf der Piste de La Plagne und belegte im Bob Canada 2 den 9. Platz von 46 teilnehmenden Bobs mit einer Gesamtzeit von 4:04,08 min aus vier Wertungsläufen.
Im Viererbob nahm Farstad zusammen mit seinen Mannschaftskameraden Dennis Marineau, Jack Pyc und Sheridon Baptiste am 21. und 22. Februar 1992 im Bob Canada 2 am olympischen Wettkampf teil. Im dritten Wertungslauf verpasste Jack Pyc am Start den Einstieg in den Viererbob und der Bob Canada 2 überquerte die Ziellinie nur mit drei Athleten an Bord. Daraufhin wurde die Wertung annulliert und der Bob Canada 2 disqualifiziert. Eine Medaille war nach den beiden Wertungsläufen in weite Ferne gerückt. Im ersten Lauf wurde eine Zeit von 58,61 s und im zweiten Lauf wurde eine Zeit 59,00 s erzielt was dem 11. und 15. Platz im jeweiligen Durchgang entsprach.
Seine letzten olympischen Wettkampf absolvierte Farstad bei den Olympischen Winterspielen 1994 in Lillehammer, wo er zum kanadischen Aufgebot im Viererbob gehörte. Den Wettkampf im Viererbob absolvierte er zusammen mit Chris Lori, Sheridon Baptiste und Glenroy Gilbert am 26. und 27. Februar 1994 auf der olympischen Bobbahn und belegte im Bob Canada 2 den 11. Platz von 30 gestarteten Viererbobs mit einer Gesamtzeit von 3:29,56 min aus vier Wertungsläufen.